# 青鯤鯓

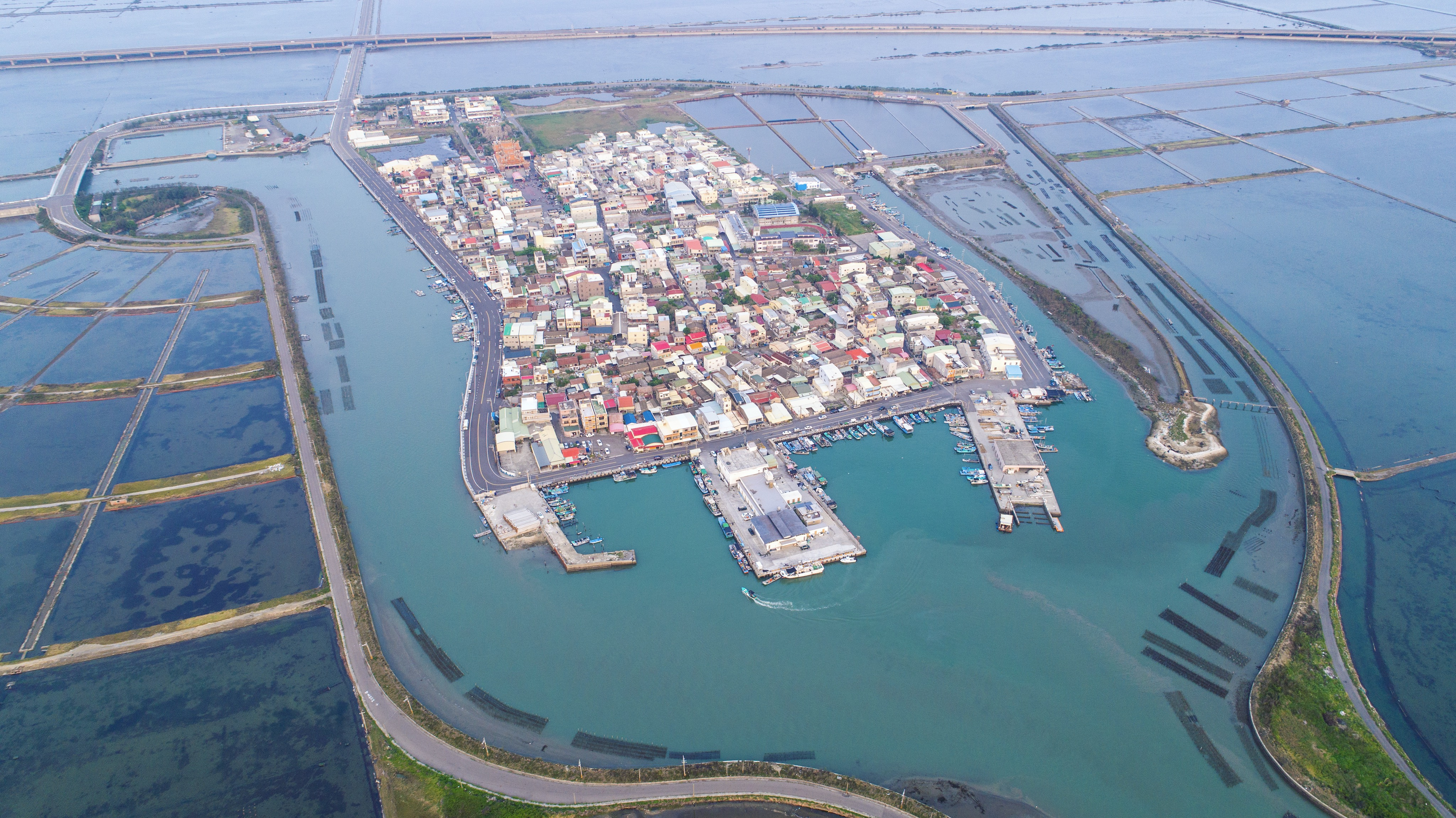
將軍區青鯤鯓

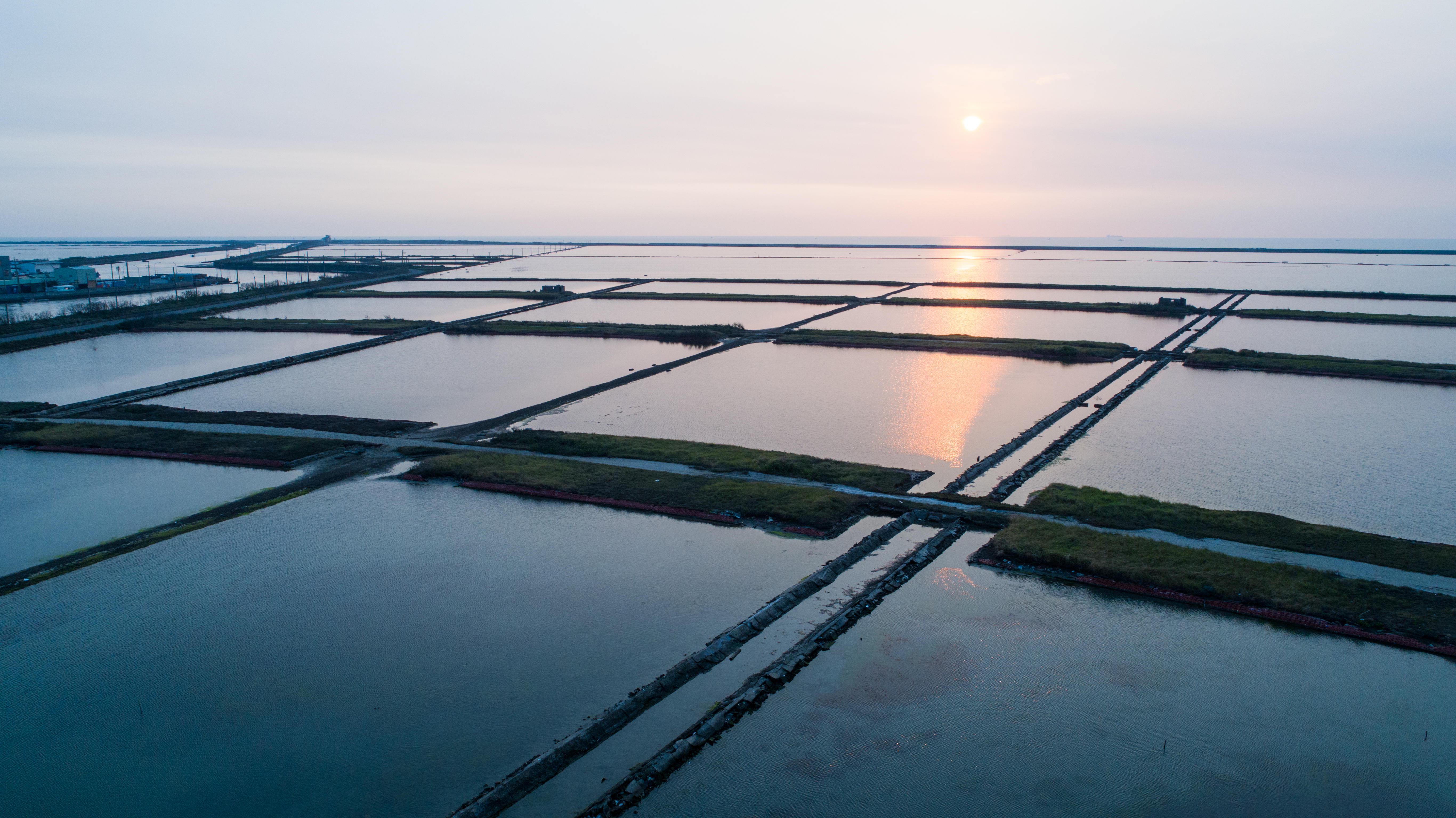
青鯤鯓扇形鹽田

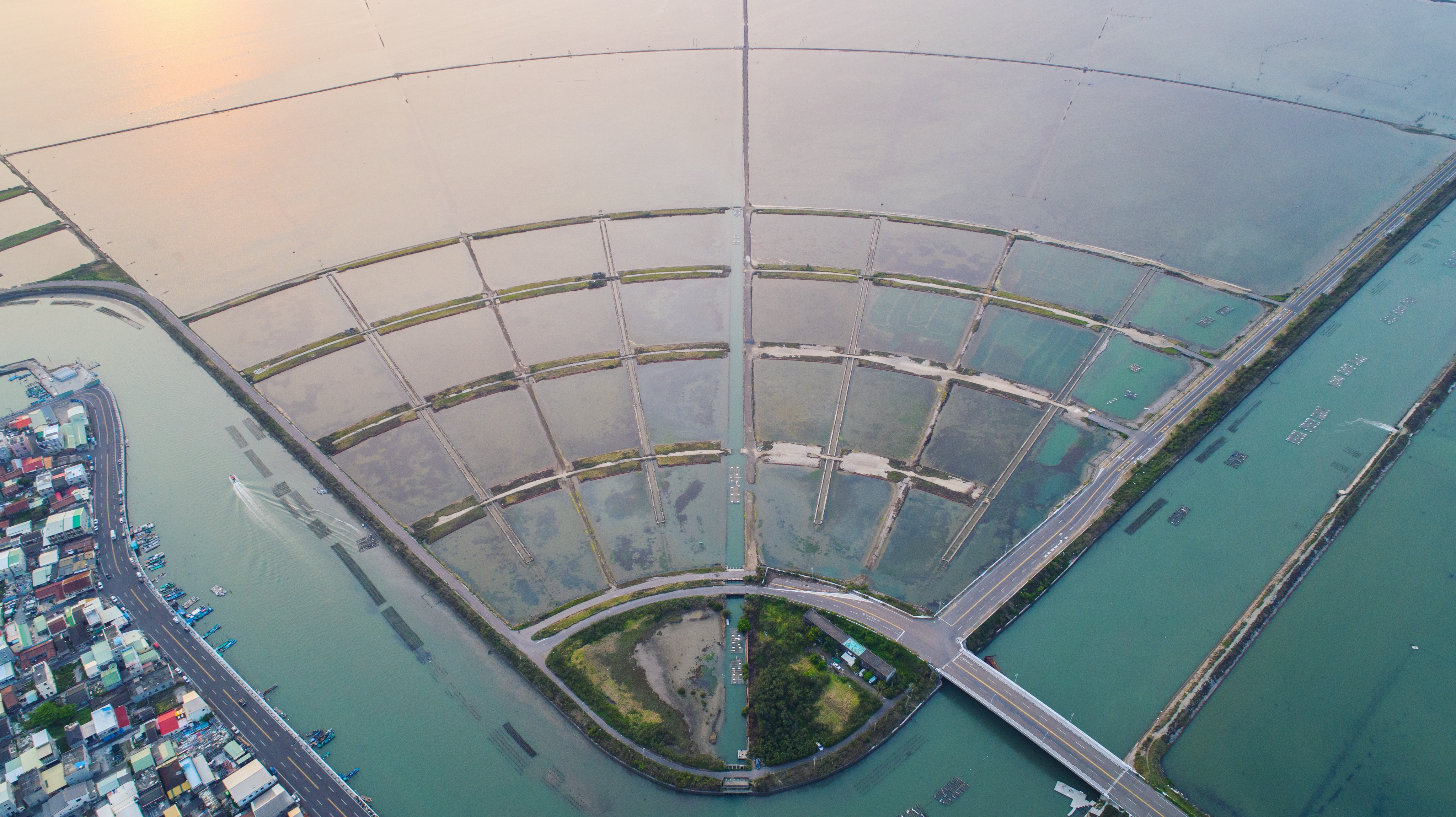
傍晚的青鯤鯓扇形鹽田

青鯤鯓，是位於台灣台南市將軍區的聚落，常又簡稱為「鯤鯓」（如當地有市立鯤鯓國小、學甲警分局鯤鯓派出所）。因為台湾南部沿海的沙洲在太陽照射之下有如一尾青色鯤魚之身，而得名「青鯤鯓」。青鯤鯓聚落共劃分有2個里（鯤鯓里與鯤溟里），庄廟為朝天宮，將軍鄉公所原有意以此地交換七股鄉（今七股區）之大潭寮，惟七股鄉公所不願。聚落北方有形狀特殊的扇形鹽田，西側則有青山漁港可通台灣海峽。主要的聯外道路有區道南25-1線可通鄰近聚落馬沙溝與七股區西寮，區道南26線則可往鄰近之七股區頂山與後港等地。

## 外部連結
- 將軍區公所
- 陳天賜傳奇 （页面存档备份，存于）
- 【台灣，你好！】沙發環島空拍鷹眼系列 - 2015/7/26 台南青鯤鯓夕陽魚塭 卷一 （页面存档备份，存于）